# Gemini (chattbot)
Gemini, tidigare känd som Bard, är en artificiell intelligens-textrobot, med vilken en användare kan kommunicera för att få begriplig information genererad. Den är avsedd att inom ett brett område söka svar för att besvara faktafrågor, författa användbara texter av olika slag och samtala på ett människoliknande sätt. För att åstadkomma detta används maskininlärning av en stor mängd texter på Internet, inklusive Wikipedia.
Google släppte den 6 februari 2023 AI-textboten Bard för en begränsad grupp användare, i avsikt att inom några veckor göra den allmänt tillgänglig. Bard bygger på Googles språkmodell Lamda (Language Model for Dialogue Applications), i en första omgång i en version som fordrar mindre datorkraft. En stor språkmodell som Lamda baseras på maskininlärningsalgoritmer såsom artificiella neuronnät, och har tränats med mängder med text för att "lära sig" hur den ska generera trovärdiga svar på av användaren ställda frågor.
Gemini använder insamlad information från Internet från 2021. Nyheten om lanseringen annonserades av Googles VD Sundar Pichai i en blog samma dag.
De företag som arbetat fram denna typ av AI-textrobotar har som första kommersiella mål framför allt inriktat sig på deras användning som komplement till och ersättare av internet-sökmotorer som Alphabets Google Search och Microsofts Bing samt mindre, specialiserade varianter knutna till enskilda webbplatser.

## Bakgrund
Företaget Open AI, med nära samarbete med minoritetsägaren Microsoft, lanserade i november 2022 AI-textroboten ChatGPT (Chat Generative Pre-trained Transformer), vilken omedelbart blev mycket uppmärksammad och bland annat ledde till en utbredd diskussion om vilket hot denna nya teknik  skulle innebära för många sorters arbetstillfällen, samt diskussioner om rådande undervisningsmodeller för särskilt högre undervisning.